# Heino

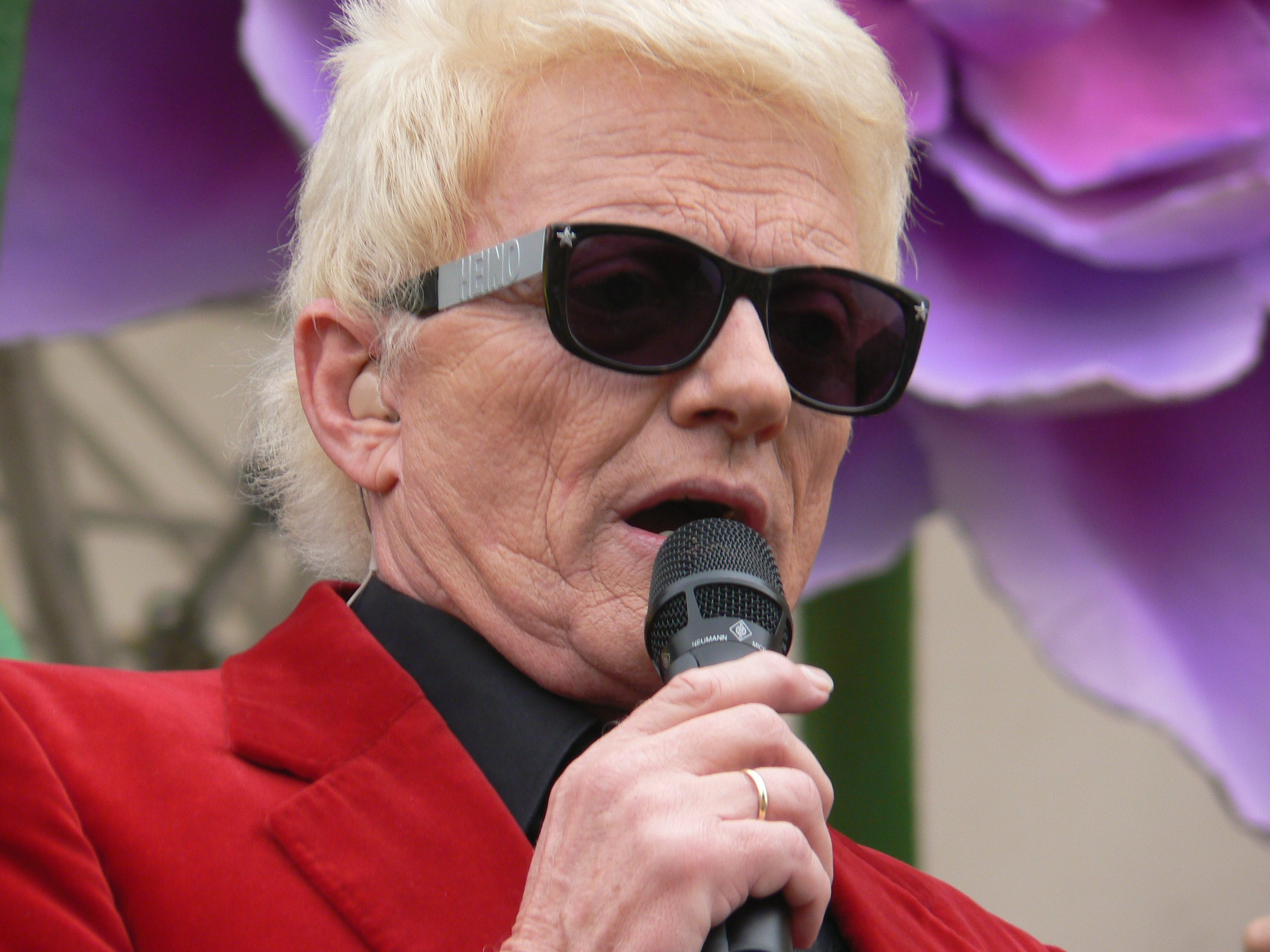
Heino em agosto de 2006

Heino, nascido Heinz Georg Kramm (Düsseldorf, 13 de dezembro de 1938) é um cantor alemão de música popular e tradicional.

## Vida Pessoal
Filho de pai dentista católico e de mãe protestante, Heino nasceu em Düsseldorf, na Alemanha. Heino também era neto de um organista da Catedral de Colônia e primo de dois padres.
Depois que seu pai morreu na Segunda Guerra Mundial durante a invasão da União Soviética em 1941, Heino conviveu com sua mãe e sua irmã mais velha em 1945 na Pomerânia.
O motivo pelo qual ele sempre usa óculos escuro é devido a uma doença nos olhos chamada Doença de Graves que começou em 1970. Depois de uma cirurgia para retirar uma massa de gordura nos olhos, o médico recomendou ao Heino que usasse óculos escuros.

## Carreira
No inicio ele começou seu trabalho como padeiro e confeiteiro quando tinha 14 ou 15 anos, mas sempre ele sempre foi interessado em cantar quando ouviu Elvis Presley & Dean Martin na radio em todas as manhãs.
Ele fez sua estréia no palco em 1955 e 1961 em que fez parte de um trio chamado OK Singers, mas não teve sucesso anos depois. Em 1965, Heino é descoberto por um agente chamado Ralf Bendix e decide produzir seu primeiro single chamado Jenseits des Tales. O tema foi um sucesso que conseguiu vender mais de 100.000 cópias e de lá Heino começou a gravar mais músicas e realizar várias excursões. Na década de 70 muitos de seus temas aparecem na televisão e em 1972 desempenharia seu maior sucesso até à data Blau blüht der Enzian com que até chegou a segunda posição nas paradas alemãs e seu período de maior sucesso. Em 1977, ele se realizou em um programa de TV chamado Sing mit Heino.
Na década de 1980, tornou-se artisticamente calmo sobre Heino. Em 1983, ele cantou a no programa Deutsche Fernsehlotterie.
Em 1983 e 1986, Heino foi criticado quando fez um passeio na embarcação da ONU para a África do Sul em que era internacionalmente desprezado por causa do sistema Apartheid. O fato de que Heino cantou todos os três versos da música alemã em 1977 a pedido de Hans Filbinger em um gramofone durante três anos, o trouxe de volta e criticado sem parar.

## Seleção de canções
- Jenseits des Tales (1966)
- Wenn die bunten Fahnen wehen (1967)
- Wir lieben die Stürme (1968)
- Zu der Ponderosa reiten wir (1968)
- Bergvagabunden (1969)
- Wenn die Kraniche zieh'n (1969)
- Karamba, Karacho, ein Whisky (1969)
- In einer Bar in Mexico (1970)
- Hey Capello (1970)
- Mohikana Shalali (1971)
- Blau blüht der Enzian (1972)
- Carneval in Rio (1972)
- Tampico (1973)
- La Montanara (1973)
- Edelweiß (1973)
- Schwarzbraun ist die Haselnuss
- Das Polenmädchen (1974)
- Ein Heller und Ein Batzen (1974)
- Die schwarze Barbara (1975)
- Komm in meinen Wigwam (1976)
- Bier, Bier, Bier (1980)